# 国鉄タキ8900形貨車
国鉄タキ8900形貨車（こくてつタキ8900たかしゃ）は、かつて日本国有鉄道（国鉄）及び1987年（昭和62年）4月の国鉄分割民営化後は日本貨物鉄道（JR貨物）に在籍した私有貨車（タンク車）である。
本形式と同一の専用種別であるタキ9200形、タキ11700形についても本項目で解説する。

## タキ8900形
タキ8900形は、アスファルト専用の30 t 積タンク車として1961年（昭和36年）4月18日に4両（タキ8900 - タキ8903）、同年5月4日に2両（タキ8904 - タキ8905）の合計6両が日本車輌製造にて製作された。
本形式の他にアスファルトを専用種別とする形式にはタキ9200形（後記）、タキ11700形（後記）の2形式が存在した。
落成時の所有者は、シェル石油でありその常備駅は三重県の塩浜駅であった。1977年（昭和52年）3月2日に全車（6両）が北海道廃油処理工業（1983年（昭和58年）4月に「ホクハイ」へ社名変更）へ名義変更された。
1979年（昭和54年）10月より化成品分類番号「90」（有害性物質、危険性度合3（小））が標記された。
荷降ろし時のためにオイルバーナーをタンク体内部に装備した。オイルバーナーの炎が焔管にてタンク体内部へ導かれ、焔管は車体中央で折り返して鏡板から突き出た煙突に連なっている。この方式は後形式であるタキ9200形、タキ11700形にも引き継がれた。
車体色は黒色、寸法関係は全長は13,100 mm、全幅は2,400 mm、全高は3,886 mm、台車中心間距離は9,000 mm、実容積は34.0 m3、自重は22.3 t、換算両数は積車5.0、空車2.2であり、台車はベッテンドルフ式のTR41Cであった。
1987年（昭和62年）3月の国鉄分割民営化時に車籍がJR貨物に継承されたが、同年7月に全車一斉に廃車となり同時に形式消滅となった。

## タキ9200形
タキ9200形は、アスファルト専用の45t 積タンク車として1961年（昭和36年）12月27日から1971年（昭和46年）7月5日にかけて26両（オタキ9200 - オタキ9225）が日本車輌製造にて製作された。
記号番号表記は特殊標記符号「オ」（全長 16 m 以上）を前置し「オタキ」と標記する。
落成時の所有者は、シェル石油、共同石油の2社であった。1981年（昭和56年）8月7日に共同石油所有車の内4両（オタキ9220 - オタキ9223）、1984年（昭和59年）10月19日にシェル石油所有車の内5両（オタキ9215 - オタキ9219）が日本石油輸送へと名義変更された。
前級であるタキ8900形に比べ1.5倍程大型化され、積載荷重は45 t 積みとなり総重量80 t となったため台車も3軸台車のTR78となった。
タンク体は普通鋼（一般構造用圧延鋼材）製で厚さ70mm のグラスウール断熱材を巻き、薄鋼板製のキセ（外板）が設置された。
その後数両の車は、オイルバーナー式であった加熱方式をオイルヒーティング式に改造する工事を受け外観の特徴であった煙突が撤去された。
車体色は黒、寸法関係は全長は19,000 mm、全幅は2,500 mm、全高は3,879 mm、台車中心間距離は14,120 mm、実容積は50.0 m3、自重は34.6 t - 36.3 t、換算両数は積車8.0、空車3.5であった。
1987年（昭和62年）4月の国鉄分割民営化時に7両（オタキ9215 - オタキ9217 ,オタキ9220 - オタキ9223）の車籍がJR貨物に継承されたが、1988年（昭和63年）6月に7両が揃って廃車となり同時に形式消滅となった。

### 年度別製造数
各年度による製造会社と両数、所有者は次のとおりである。
- 昭和36年度 - 4両
  - 日本車輌製造 4両 シェル石油（オタキ9200 - オタキ9203）
- 昭和37年度 - 16両
  - 日本車輌製造 4両 シェル石油（オタキ9204 - オタキ9207）
  - 日本車輌製造 9両 シェル石油（オタキ9208 - オタキ9216）
  - 日本車輌製造 3両 シェル石油（オタキ9217 - オタキ9219）
- 昭和43年度 - 4両
  - 日本車輌製造 2両 共同石油（オタキ9220 - オタキ9221）
  - 日本車輌製造 2両 共同石油（オタキ9222 - オタキ9223）
- 昭和46年度 - 2両
  - 日本車輌製造 2両 共同石油（オタキ9224 - オタキ9225）

## タキ11700形
タキ11700形は、アスファルト専用の45 t 積タンク車として1968年（昭和43年）6月10日に2両（オタキ11700 - オタキ11701）、1970年（昭和45年）8月19日に2両（オタキ11702 - オタキ11703）の合計4両が川崎重工業
にて製作された。
記号番号表記は特殊標記符号「オ」（全長 16 m 以上）を前置し「オタキ」と標記する。
落成時の所有者は、共同石油の1社のみでありその常備駅は江差線の七重浜駅であった。1981年（昭和56年）8月7日に全車4両が日本石油輸送へと名義変更された。
前級であるタキ9200形に比べわずかに小さいが、積載荷重は45 t 積みであり台車も3軸台車のTR78である。また従来は単一径胴形であったタンク体が異径胴形に変更された。
車体色は黒、寸法関係は全長は18,000 mm、全幅は2,720 mm、全高は3,865 mm、台車中心間距離は10,320 mm、実容積は48.7 m3、自重は33.8 t、換算両数は積車8.0、空車3.5であった。
1987年（昭和62年）4月の国鉄分割民営化時には全車（4両）の車籍がJR貨物に継承されたが、1988年（昭和63年）6月に全車一斉に廃車となり同時に形式消滅となった。